# Palazzo Corrodi (Roma)
Palazzo Corrodi, a Roma, è un ampio immobile di inizio '900, che occupa un intero isolato tra lungotevere Arnaldo da Brescia e le vie intitolate a via Luisa di Savoia, Maria Adelaide e via Maria Cristina (vie istituite - tutte - nel 1904), nel rione Campo Marzio.

## Storia
L'edificio fu costruito su idea di Hermann David Salomon Corrodi, pittore di origine svizzera ma di cittadinanza italiana, accademico di San Luca, paesaggista e orientalista di successo, su progetto dell'ingegnere Gualtiero Aureli, per destinarlo a studi per artisti. Realizzato fra il 1903 e il 1906, fino agli anni '30 fu effettivamente anche sede di studi di pittori, tra i quali Enrico Coleman, Onorato Carlandi, Giulio Aristide Sartorio. Ma non solo di pittori si trattava, giacché nel 1924 in uno degli studi prese avvio l'Unione radiofonica italiana, progenitrice della moderna RAI, come ricorda la targa affissa nel 2014.
Uno degli studi fu preso in affitto nel 1915 da Trilussa, che lo ottenne in veste di pittore. Il poeta, che si vantava di non aver mai abitato fuori da Campo Marzio, utilizzando l'ampiezza dei volumi e l'altezza dei soffitti ne ricavò un appartamento soppalcato, una sorta di eremo ideale, allo stesso tempo centralissimo (appena fuori da piazza del Popolo), moderno (Trilussa veniva dalle vecchie case di via del Babuino) e molto tranquillo. Qui Trilussa abitò fino alla morte, avvenuta nel 1950, lasciandovi tutte le proprie memorie e tracce.
Già all'inizio degli anni '30, tuttavia, l'immobile era stato ristrutturato da Andrea Busiri Vici jr per conto della Metro Goldwyn Mayer, che ne aveva fatto la propria sede romana. Nel 1940 poi lo studio di Trilussa era stato acquistato dalla Fono Roma, che allora si occupava della sonorizzazione di film. Alla morte di Trilussa lo studio fu per alcuni anni vincolato come casa-museo dal Ministero della Pubblica Istruzione, anche per sottrarlo al contenzioso istituito dagli eredi. Questi nel 1954 cedettero alla Fono Roma i propri diritti sullo studio; la società si incaricò del primo allestimento del museo, i cui materiali furono poi donati al Comune di Roma, riuscendo ad entrare nel pieno possesso dei locali nel 1961 (nuovo intervento di Andrea Busiri Vici).
Un'ulteriore ristrutturazione è stata realizzata nel 1988-92 su progetto di Paolo Portoghesi; durante i lavori il palazzo è stato acquistato dalla Cassa di previdenza geometri per farne la propria sede, e dispone di ambienti e servizi di rappresentanza .